# Paul Ramboux
Paul Ramboux (Laken, 24 mei 1932 – Jette, 5 oktober 2023) was een Belgisch striptekenaar, die onder het pseudoniem Sidney werkte.
Paul Ramboux studeerde aan Sint-Lucasinstituut in Brussel en trad daarna  in dienst bij het weekblad Kuifje, waar hij verantwoordelijk was voor de opmaak. Na enkele jaren tekende hij hier ook zijn eerste korte verhalen. Gelijktijdig tekende hij historische verhalen (Les Meilleurs Récits de l'Oncle Paul) bij Spirou, de originele Franstalige versie van het weekblad Robbedoes. Hier gebruikte hij de pseudoniemen Kovak en Malois. Daarna tekende hij in het blad Record verhalen over de Amerikaanse Burgeroorlog naar scenario's van Jacques Acar.
In 1982 vroeg de hoofdredacteur van Kuifje hem een lichte, humoristische serie te maken. Hij nam contact op met scenarioschrijver Michel de Bom en samen maakten ze de serie Julie, Claire, Cécile (Ned: Julie, Klaartje en Cécile), waarvan 24 delen zijn uitgebracht door uitgeverij Le Lombard tussen 1986 en 2013.
- Bibliothèque nationale de France: cb12081304j (data)
- Gemeinsame Normdatei: 137393695
- International Standard Name Identifier: 0000 0000 0068 4394
- Réseau des bibliothèques de Suisse occidentale: 02-A005658459
- Système universitaire de documentation: 077716523
- Virtual International Authority File: 7415279